# 8×57 I
8×57 I (Infanterie), 8×57 J (Jnfanterie) ali Patrone 88 je prvi nemški brezdimni naboj. Razvila ga je nemška komisija leta 1888 (za puško Gewehr 88) zaradi oboroževalne tekme s Francijo, ki je potekala na koncu 19. stoletja. Francozi so namreč že dve leti prej (leta 1886) razvili svoj novi brezdimni naboj 8×50 R Lebel.
Leta 1905 ga je nadomestil naboj 8×57 IS (znan tudi kot 7,92×57 Mauser ali S Patrone), ki ima močnejšo polnitev in namesto težke zaobljene krogle uporablja zašiljeno, ki je lažja. Ta omogoča višjo začetno hitrost in ravnejšo krivuljo leta.

## Orožje, ki uporablja ta naboj
Puške:
- Gewehr 88
- Gewehr 98 (izdelane do leta 1905)
- manliherica M1904